# Reed River (Kobuk River)
Der Reed River ist ein 110 Kilometer langer rechter Nebenfluss des Kobuk River im zentralen Nordwesten des US-Bundesstaats Alaska. 

## Flusslauf
Der Reed River entspringt in den Schwatka Mountains, ein Teilgebirge der Brookskette, 94 km nordöstlich von Kobuk auf einer Höhe von etwa 1370 m. Das Quellgebiet befindet sich auf der Südseite des 1059 m hoch gelegenen Angiaak Pass. 
8,5 km weiter östlich erhebt sich der 2523 m hohe Mount Igikpak, der höchste Gipfel der Schwatka Mountains. Der Reed River fließt in überwiegend südlicher Richtung durch das Bergland. Im Mittel- und Unterlauf weist der Fluss zahlreiche Flussschlingen auf und wird von abgeschnittenen und verlandeten Altarmen flankiert. Östlich vom Unterlauf befindet sich der Nutuvukti Lake. Der Reed River mündet schließlich auf einer Höhe von 125 m 85 km östlich von Kobuk in den Oberlauf des Kobuk River.

## Schutz
Die oberen 25 Kilometer des Reed River befinden sich innerhalb des Gates-of-the-Arctic-Nationalparks.

## Einzugsgebiet
Der Reed River entwässert ein Areal von etwa 959 km². Das Einzugsgebiet des Reed River grenzt im Westen an das des Beaver Creek, im Norden an das des Oberlaufs des Noatak River, im Osten an das Einzugsgebiet des Kaluluktok Creek, Zufluss des Walker Lake, sowie im Südosten an das des oberstrom gelegenen Kobuk River.

## Namensgebung
Der Fluss wurde von Lieutenant Stoney von der U.S. Navy nach dem Ensign M. L. Reed benannt, der an seiner Erkundungsmission teilnahm und im März 1886 die Thermalquelle „Reed River Hot Spring“ (⊙) am Oberlauf des Flusses entdeckte.